# 長崎県道12号大瀬戸西彼線
長崎県道12号大瀬戸西彼線（ながさきけんどう12ごう おおせとせいひせん）は、長崎県西海市を通る県道（主要地方道）である。

## 概要
西海市大瀬戸町瀬戸西浜郷から西海市西彼町大串郷に至る。国道202号と国道206号をつなぐ。
かつて「陸の孤島」「長崎のチベット」とも呼ばれた西彼杵半島を東西に横断する重要な道である。森林内を蛇行する路線だが、ほぼ全線が片側1車線で、県道の中では比較的整備されている。
長崎市と佐世保市をつなぐ国道206号の迂回路としても利用される。

### 路線データ
- 起点：西海市大瀬戸町瀬戸西浜郷（西浜交差点、国道202号交点）
- 終点：西海市西彼町大串郷（大串交差点、国道206号交点）
- 総延長：13 km

## 歴史
- 1993年（平成5年）5月11日 - 建設省から、県道大瀬戸西彼線が大瀬戸西彼線として主要地方道に指定される[1]。

## 地理

### 通過する自治体
- 西海市

### 交差する道路
| 交差する道路                        | 交差する場所       | 交差する場所      |
| ----------------------------------- | ------------------ | ----------------- |
| 国道202号                           | 大瀬戸町瀬戸西浜郷 | 西浜交差点 / 起点 |
| 長崎県道229号扇山公園線             | 大瀬戸町瀬戸下山郷 |                   |
| 長崎県道205号日ノ坂瀬川港線         | 大瀬戸町瀬戸下山郷 |                   |
| 長崎県道204号奥ノ平時津線           | 大瀬戸町瀬戸下山郷 |                   |
| 長崎県道122号七釜西彼線             | 西彼町平山郷       |                   |
| 西彼杵広域農道 / 西海オレンジロード | 西彼町平山郷       |                   |
| 国道206号                           | 西彼町大串郷       | 大串交差点 / 終点 |

### 沿線
- 大瀬戸町瀬戸西浜郷
  - 瀬戸港
  - 西海市役所
  - 西海市立瀬戸小学校
  - 西海市立大瀬戸中学校
  - 長崎県立西彼杵高等学校
  - 大瀬戸運動公園
- 大瀬戸町瀬戸下山郷
  - 雪浦川上流域
  - 棚田
- 西彼町大串郷
  - バス発着所
  - 大串港